# جي إم سي يوكون

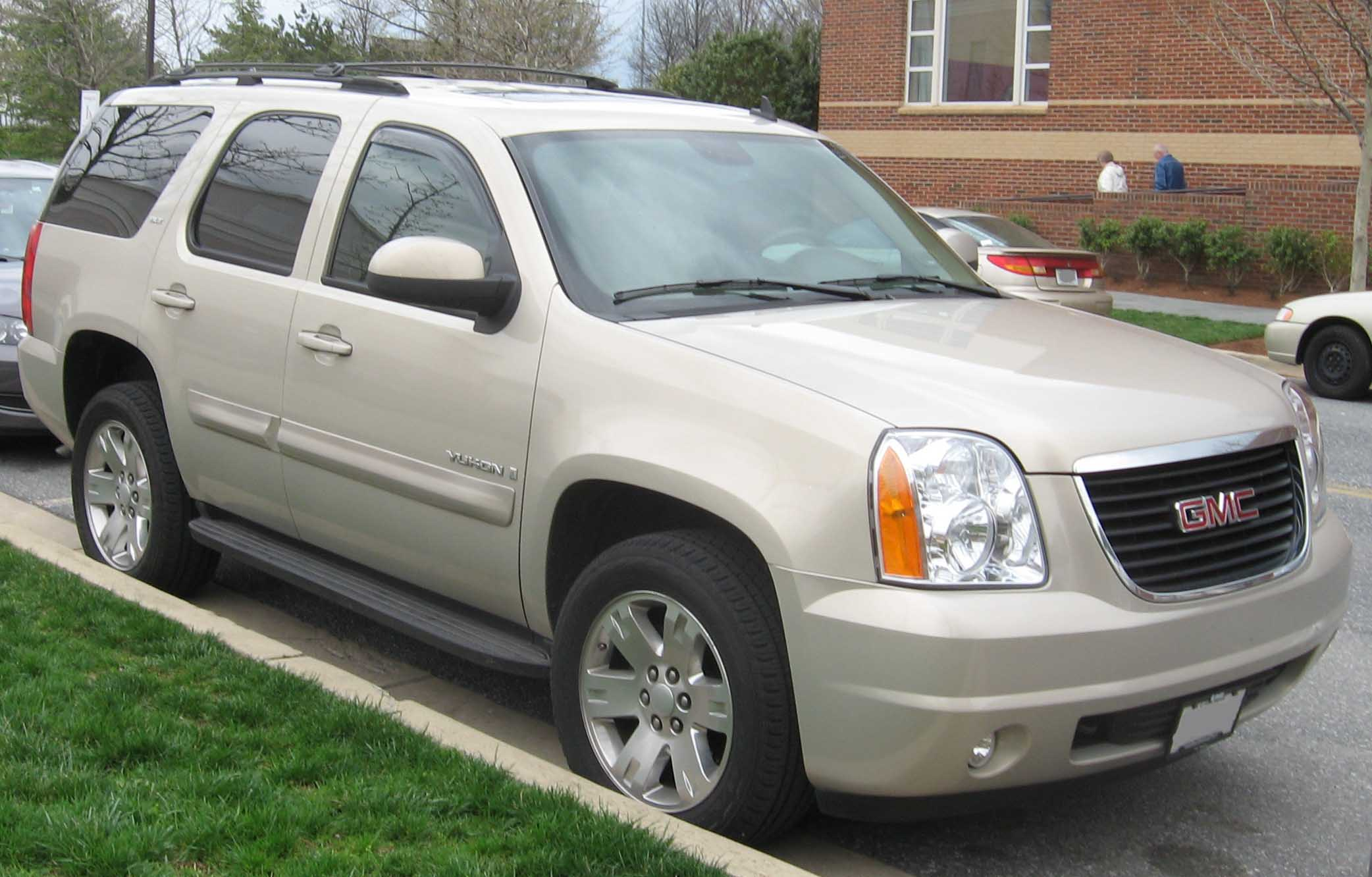
جي إم سي يوكون فئة (SLT) التي أنتجت من عام 2007 م وحتى عام 2014 م.

جي إم سي يوكون مركبة دفع رباعي تنتجها شركة جي إم سي التابعة لشركة جنرال موتورز الأمريكية. وهي مركبة جبارة تحتوي على محرك سعة 5٫3 لتر من ثمان إسطوانات بقوة 355 حصان ومحرك آخر سعته 6٫2 لتر أيضاً من ثماني إسطوانات بقوة 420 حصان، وقد قامت الشركة بإجراء تغيير كامل للمركبة في سنة 2007 م ممن حيث الشكل والقاعدة كما أضافت للمركبة النظام الفعال للتوفير من استهلاك الوقود (AFM) حيث يقوم هذا النظام بفصل أربع إسطوانات عن العمل وذلك عند ثبات السرعة أو التسارع بشكل بطيء.
كما أن جي إم سي يوكون مشابهة لسيارة كاديلاك اسكاليد.
ظهر الجيل الرابع من جي إم سي يوكن للمرة الأولى في العالم ضمن فعاليات معرض شيكاغو للسيارات لعام 2014، حيث حصلت جي إم سي يوكن 2015 على تصميم جديد كلياً يمثل نقلة نوعية لهذه السيارة الكبيرة، مع شكل عصري أكثر انسيابية وديناميكية إلى جانب تزويدها بقائمة أكثر شمولية من المواصفات الأساسية، وتتوافر هذه السيارة العائلية بنسختي جي إم سي يوكن، وجي إم سي يوكن XL، كما تتوفر بنظام الدفع الثنائي أو الرباعي للعجلات.
ضمن تصميم الجيل الجديد من يوكن شبك تهوية أمامي مع لمسات من الكروم ومصابيح أمامية كاشفة بشكل قياسي في (جي إم سي يوكن) و (جي إم سي يوكن XL)، ويمكن تمييز نسخة دينالي من خلال شبك التهوية المميز المصنوع بالكامل من الكروم بالإضافة إلى اللمسات الخارجية الاستثنائية، التي تتضمن مصابيح أمامية حصرية عالية الكثافة.
وعلى الرغم من أن جي ام سي يوكن 2015 يعتمد على نفس الشاصي الذي تستخدمه سيارة جي ام سي سييرا من فئة مركبات (بيك أب)، إلا أن هنالك العديد من التفاصيل التصميمية التي تميز يوكن 2015 عن شقيقتها، ومن أوضح الأمثلة على هذا تصميم الأبواب، فمع تصميم يوكن 2015 الجديد أصبح بإمكان المصممين وضع أبواب جديدة مريحة لعملية دخول مما ساهم بشكل كبير في عزل داخلية يوكن 2015 عن المحيط الخارجي وتخفيض الضجيج، ومنح السيارة شكلاً مربعاً يساهم في تخفيض الوقود عند السير لمسافات طويلة
وحصلت مقصورة جي إم سي يوكن 2015 فحصلت على أدق التفاصيل الإبداعية لتقدم عالم من الهدوء والجمال إلى جانب خيارات فاخرة من أنظمة المعلومات والترفيه، وزودت كافة طرازات يوكن بنظام صوت قياسي من (Bose)، وبمقاعد محشوة برغوة ثنائية الصلابة، ومنافذ هواء محيطة تم تصميمها لتعزيز الراحة لركاب المقاعد الأمامية.
وتتوفر في طرازات يوكن 2015 خيارات متنوعة من مساحات التخزين الداخلية تتضمن كونسول وسطي كبير بشكل يكفي لاحتواء كمبيوتر محمول أو آيباد، مع أقسام لتعليق الملفات وغيرها من المزايا المنظّمة، خاصة للعملاء الذين يستخدمون سياراتهم كمكتب متنقل.
أما من حيث السعة التحميلية فقد انخفضت قليلاً مقارنة بالطراز السابق، ولكن المقاعد القابلة للطي جعلت سعة التحميل عملية أسهل من أي وقت مضى، ويمكنك عزيزي القارئ طي المقاعد بشكل كامل بدلاً من نزع المقاعد في الصف الخلفي كما جرت العادة، وتبلغ سعة تحميل يوكن اكس ال 2015 قرابة 3429 لتر، أما جي ام سي يوكن 2015 العادية فتصل سعتها التحميلية إلى 2690 لتر.
وتتوفر جي ام سي يوكن 2015 بنسخة مواصفات إس إل إي، والتي تتضمن نظام حساسات سونار للمساعدة على الاصطفاف، وكاميرا الرجوع إلى الخلف، ونظام Bose الصوتي، وشاشة معلومات من نوع LCD، ومقوداً مغطى بالجلد، وميزة الدخول بدون مفتاح، والتشغيل عن بعد، وراديو يعمل بواسطة الأقمار الاصطناعية، وثلاثة مناطق مناخية، كما تتمتع إس إل إي أيضاً بإطارات قياس 18 إنش وأضواء ضباب وماسحات للزجاج الأمامي مع حساسات للمطر.
أما نسخة إس إل تي فتضيف إلى قائمة المواصفات مرايا تلقائية التعتيم، ومقاعد جلدية مبردة ومدفأة، ومقود مدفأ، وميزة الذاكرة للمقاعد الأمامية، وبدالات متحركة، وخاصية طي مقاعد الصف الثالث أوتوماتيكياً، وغيرها من مواصفات الحفاظ على السلامة.
وتُطلق شركة جي ام سي اسم «دينالي» على حزمة مواصفاتها الفاخرة، وتُعتبر دينالي علامة تجارية فرعية من جي ام سي تحتل جزءاً كبيراً من مبيعات السيارات الرياضية متعددة الاستعمالات التي تنتجها الشركة، وتتميز نسخة دينالي حصرياً بمحرك V8 الكبير سعة 6.2 لتر، وتوفر تصميماً خارجياً فريداً من نوعه (مع شبك أمامي مميز ولون خارجي موحد) بالإضافة إلى إطارات قياس 20 إنش، وتزيين داخلي من الألومنيوم، ونظام عزل الصوت الفعال، ولوحة عدادات رقمية مصممة خصيصاً.
كما قدمت نسخة يوكن 2015 بنسخة اكس ال التي يزيد طولها عن النسخة العادية بقرابة 50 سم. وبالإضافة إلى سعة التحميل الإضافية، تعمل الزيادة في الطول على توفير المزيد من الثبات لسيارة يوكن اكس ال، وهو ما يبرز عند السير على الطرق الوعرة أو عند جر مقطورات طويلة.
ظهر الجيل الرابع من جي إم سي يوكن للمرة الأولى في العالم ضمن فعاليات معرض شيكاغو للسيارات لعام 2014، حيث حصلت جي إم سي يوكن 2015 على تصميم جديد كلياً يمثل نقلة نوعية لهذه السيارة الكبيرة، مع شكل عصري أكثر انسيابية وديناميكية إلى جانب تزويدها بقائمة أكثر شمولية من المواصفات الأساسية، وتتوافر هذه السيارة العائلية بنسختي جي إم سي يوكن، وجي إم سي يوكن XL، كما تتوفر بنظام الدفع الثنائي أو الرباعي للعجلات.
ضمن تصميم الجيل الجديد من يوكن شبك تهوية أمامي مع لمسات من الكروم ومصابيح أمامية كاشفة بشكل قياسي في (جي إم سي يوكن) و (جي إم سي يوكن XL)، ويمكن تمييز نسخة دينالي من خلال شبك التهوية المميز المصنوع بالكامل من الكروم بالإضافة إلى اللمسات الخارجية الاستثنائية، التي تتضمن مصابيح أمامية حصرية عالية الكثافة.
وعلى الرغم من أن جي ام سي يوكن 2015 يعتمد على نفس الشاصي الذي تستخدمه سيارة جي ام سي سييرا من فئة مركبات (بيك أب)، إلا أن هنالك العديد من التفاصيل التصميمية التي تميز يوكن 2015 عن شقيقتها، ومن أوضح الأمثلة على هذا تصميم الأبواب، فمع تصميم يوكن 2015 الجديد أصبح بإمكان المصممين وضع أبواب جديدة مريحة لعملية دخول مما ساهم بشكل كبير في عزل داخلية يوكن 2015 عن المحيط الخارجي وتخفيض الضجيج، ومنح السيارة شكلاً مربعاً يساهم في تخفيض الوقود عند السير لمسافات طويلة
وحصلت مقصورة جي إم سي يوكن 2015 فحصلت على أدق التفاصيل الإبداعية لتقدم عالم من الهدوء والجمال إلى جانب خيارات فاخرة من أنظمة المعلومات والترفيه، وزودت كافة طرازات يوكن بنظام صوت قياسي من (Bose)، وبمقاعد محشوة برغوة ثنائية الصلابة، ومنافذ هواء محيطة تم تصميمها لتعزيز الراحة لركاب المقاعد الأمامية.
وتتوفر في طرازات يوكن 2015 خيارات متنوعة من مساحات التخزين الداخلية تتضمن كونسول وسطي كبير بشكل يكفي لاحتواء كمبيوتر محمول أو آيباد، مع أقسام لتعليق الملفات وغيرها من المزايا المنظّمة، خاصة للعملاء الذين يستخدمون سياراتهم كمكتب متنقل.
أما من حيث السعة التحميلية فقد انخفضت قليلاً مقارنة بالطراز السابق، ولكن المقاعد القابلة للطي جعلت سعة التحميل عملية أسهل من أي وقت مضى، ويمكنك عزيزي القارئ طي المقاعد بشكل كامل بدلاً من نزع المقاعد في الصف الخلفي كما جرت العادة، وتبلغ سعة تحميل يوكن اكس ال 2015 قرابة 3429 لتر، أما جي ام سي يوكن 2015 العادية فتصل سعتها التحميلية إلى 2690 لتر.
وتتوفر جي ام سي يوكن 2015 بنسخة مواصفات إس إل إي، والتي تتضمن نظام حساسات سونار للمساعدة على الاصطفاف، وكاميرا الرجوع إلى الخلف، ونظام Bose الصوتي، وشاشة معلومات من نوع LCD، ومقوداً مغطى بالجلد، وميزة الدخول بدون مفتاح، والتشغيل عن بعد، وراديو يعمل بواسطة الأقمار الاصطناعية، وثلاثة مناطق مناخية، كما تتمتع إس إل إي أيضاً بإطارات قياس 18 إنش وأضواء ضباب وماسحات للزجاج الأمامي مع حساسات للمطر.
أما نسخة إس إل تي فتضيف إلى قائمة المواصفات مرايا تلقائية التعتيم، ومقاعد جلدية مبردة ومدفأة، ومقود مدفأ، وميزة الذاكرة للمقاعد الأمامية، وبدالات متحركة، وخاصية طي مقاعد الصف الثالث أوتوماتيكياً، وغيرها من مواصفات الحفاظ على السلامة.
وتُطلق شركة جي ام سي اسم «دينالي» على حزمة مواصفاتها الفاخرة، وتُعتبر دينالي علامة تجارية فرعية من جي ام سي تحتل جزءاً كبيراً من مبيعات السيارات الرياضية متعددة الاستعمالات التي تنتجها الشركة، وتتميز نسخة دينالي حصرياً بمحرك V8 الكبير سعة 6.2 لتر، وتوفر تصميماً خارجياً فريداً من نوعه (مع شبك أمامي مميز ولون خارجي موحد) بالإضافة إلى إطارات قياس 20 إنش، وتزيين داخلي من الألومنيوم، ونظام عزل الصوت الفعال، ولوحة عدادات رقمية مصممة خصيصاً.
كما قدمت نسخة يوكن 2015 بنسخة اكس ال التي يزيد طولها عن النسخة العادية بقرابة 50 سم. وبالإضافة إلى سعة التحميل الإضافية، تعمل الزيادة في الطول على توفير المزيد من الثبات لسيارة يوكن اكس ال، وهو ما يبرز عند السير على الطرق الوعرة أو عند جر مقطورات طويلة.

## سبب التسمية
يوكون هي مقاطعة كندية، الحقت بالاتحاد الكندي سنة 1898م وتقع في أقصى شمالي غربي كندا، وكما أن يوكون هي عبارة عن مجتمعات فردية في ولاية ميزوري الأمريكية وقد سميت المركبة تبعاً لهذا المجتمع الأمريكي

## الفئات والمحركات وأنظمة الدفع

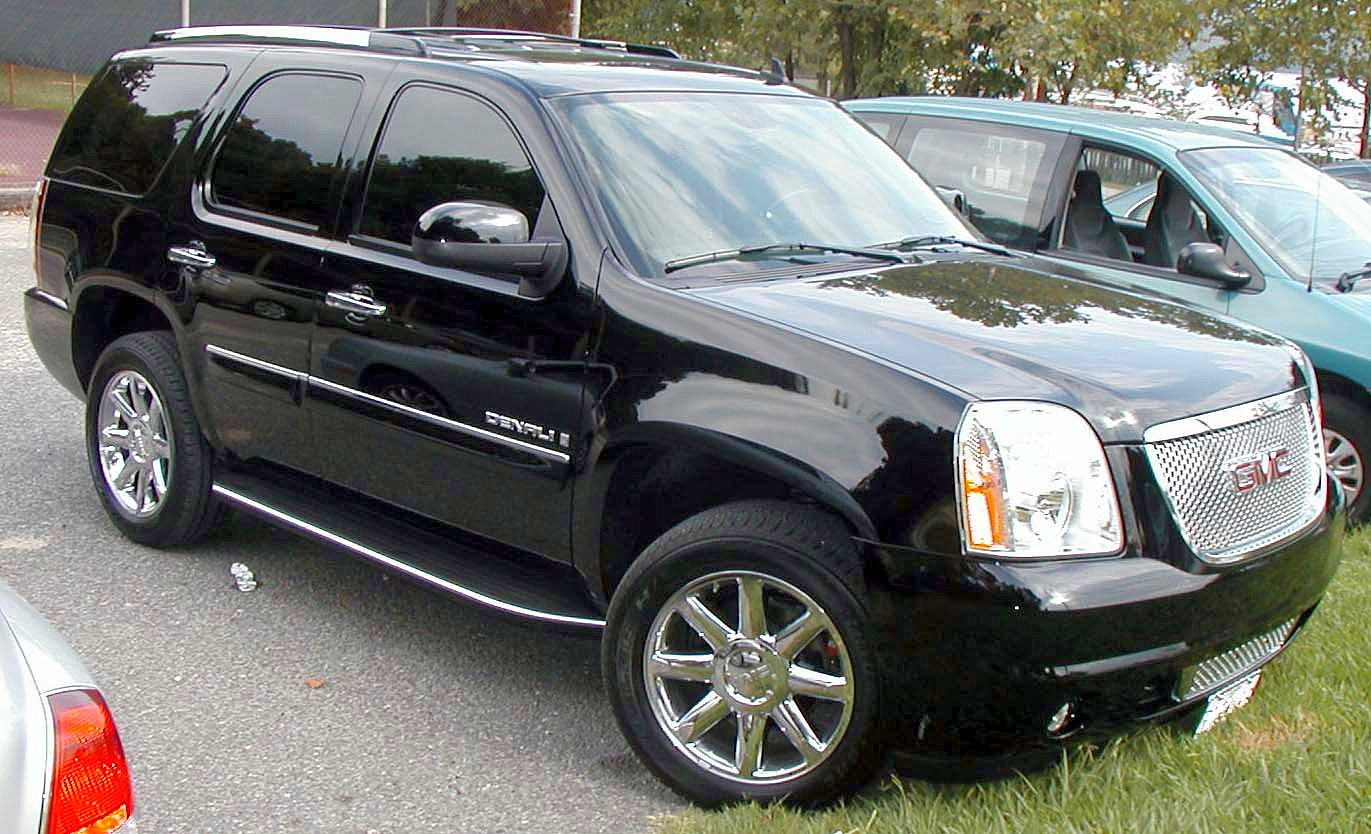
جي إم سي يوكون الجديدة من فئة دينالي

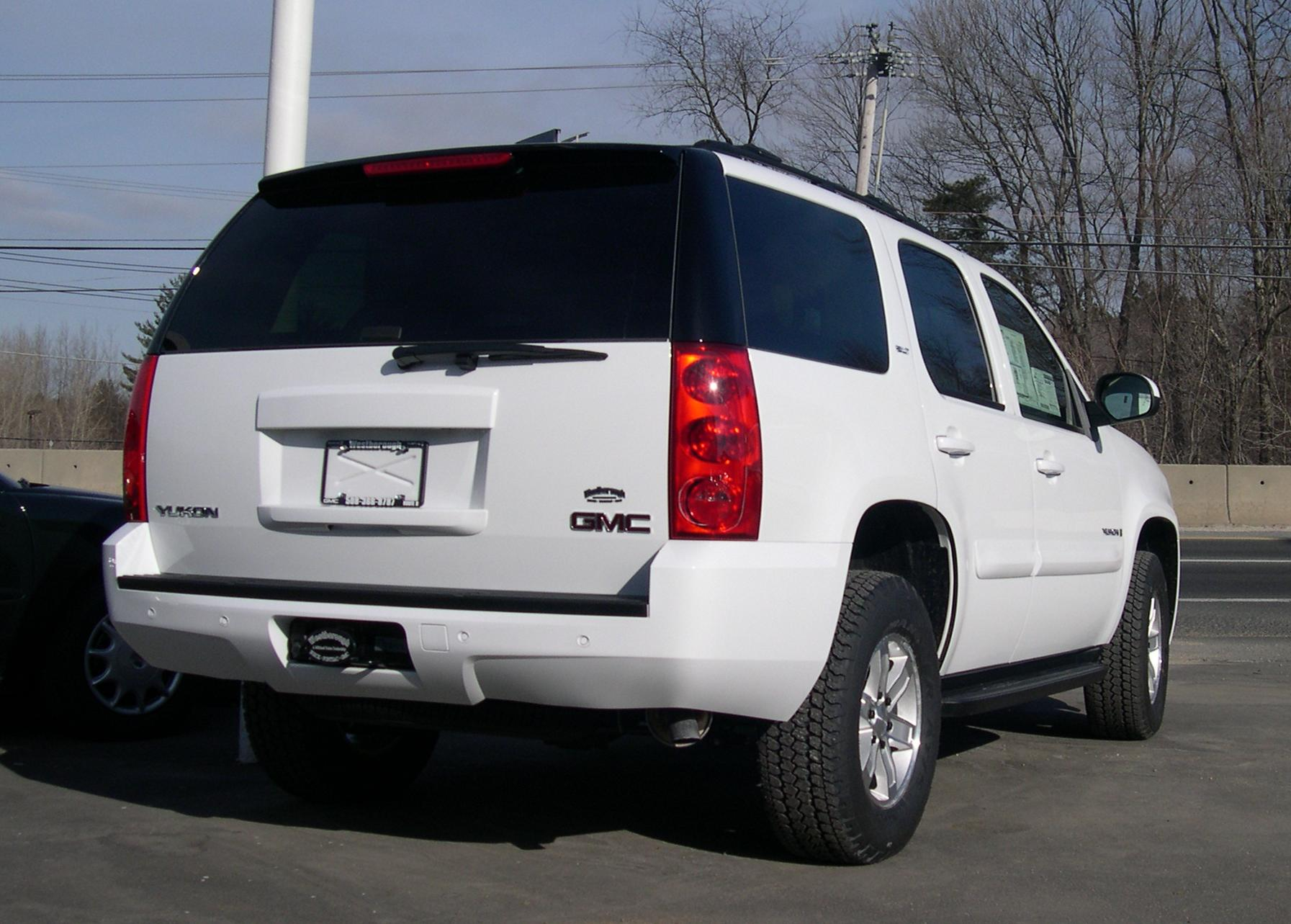
المقطع الخلفي لجي إم سي يوكون

- فئة (BASE) وهي الفئة ذات المواصفات القياسية وتأتي بطرازي (1500) و (2500)، حيث أن طراز (1500) المخصص للمدن يأتي بمحرك فورتيك سعته 5.3 لتر بقوة 355 حصاناً وطراز (2500) المخصص للظروف الصعبة يأتي بمحرك فورتيك سعته 6.0 لتر بقوة 379 حصاناً، وبنظامي دفع خلفي ورباعي
- فئة (SLE) وهي الفئة المتوسطة والتي تحتوي على المكونات الأساسية للفخامة والرفاهية وهي تأتي بطرازي (1500) و (2500)، حيث أن طراز (1500)المخصص للمدن يأتي بمحرك فورتيك سعته 5.3 لتر بقوة 355 حصاناً وطراز (2500) المخصص للظروف الصعبة يأتي بمحرك فورتيك سعته 6.0 لتر بقوة 379 حصاناً، وبنظامي دفع خلفي ورباعي
- فئة (SLT) وهي الفئة ذات المواصفات الكاملة وتأتي بطرازي (1500) و (2500)، حيث أن طراز (1500)المخصص للمدن يأتي بمحرك فورتيك سعته 5.3 لتر بقوة 355 حصاناً، وطراز (2500) المخصص للظروف الصعبة يأتي بمحرك فورتيك سعته 6.0 لتر بقوة 379 حصاناً ويتوفر بسعة محرك ضخمة جداً محدودة الإنتاج هي 8.1 لتراً، وبنظامي دفع خلفي ورباعي
- فئة (DENALI) وهي الفئة الخاصة والكاملة المواصفات والأكثر رفاهية قبل الإسكاليد وقد امتازت بتصميمها المذهل وتأتي فقط بطراز (1500) المخصص للـ مدن بمحرك فورتيك سعته 6.2 لتر بقوة 420 حصاناً، وبنظامي دفع خلفي ورباعي مستمر

## وصلات خارجية
- الموقع الرسمي لجي إم سي الولايات المتحدة الأمريكية
- الموقع الرسمي لجي إم سي الشرق الأوسط
- صفحة جي إم سي يوكون الولايات المتحدة الأمريكية
- صفحة جي إم سي يوكون الشرق الأوسط